# Anna G. Jónasdóttir
Anna Guðrún Jónasdóttir (nascida em 2 de dezembro de 1942) é uma cientista política islandesa e pesquisadora de estudos de gênero. Ela é professora emérita do Centro de Estudos Sociais Feministas da Universidade de Örebro e codiretora do GEXcel International Collegium for Advanced Transdisciplinar Gender Studies, estabelecido como um centro de excelência em estudos de gênero em 2006.  Ela é autora e editora de vários livros.  Anna Jónasdóttir é conhecida, por exemplo, por sua teoria do "poder do amor". Seu livro Why Women Are Oppressed  foi descrito como uma "tentativa completa de revitalizar um dos primeiros temas mais provocativos do movimento de libertação das mulheres da América" pelo The New York Times Book Review . Ela "explora o conceito de interesses das mulheres na teoria política democrática participativa". 
Ela tem formação em ciência política, sociologia, história econômica e psicologia, com doutorado em ciência política pela Universidade de Gotemburgo (1991). Sua dissertação foi intitulada Love Power and Political Interests. Suas principais áreas de pesquisa são a teoria social e política .

## Livros selecionados
- Jónasdóttir, Anna; Jones, Kathleen (1988). The Political interests of gender: developing theory and research with a feminist face. London Newbury Park: Sage Publications. ISBN 9780803980860
- Jónasdóttir, Anna (1991). Love power and political interests: towards a theory of patriarchy in contemporary western societies. Örebro, Sweden: University of Örebro. ISBN 9789176681169 Publicado em espanhol sob o título El poder del amor: le importa el sexo a la democracia. Madrid Valencia Madrid: Ediciones Cátedra Universitat de València Instituto de la Mujer. 1993. ISBN 9788437611891
- Jónasdóttir, Anna (1994). Why women are oppressed. Philadelphia: Temple University Press. ISBN 9781566391108
- Jónasdóttir, Anna; Rosenbeck, Bente; van der Fehr, Drude (1998). Is there a Nordic feminism?: Nordic feminist thought on culture and society. London Philadelphia: UCL Press. ISBN 9781857288780
- Jónasdóttir, Anna; Jones, Kathleen (2009). The political interests of gender revisited: redoing theory and research with a feminist face. Tokyo New York: United Nations University Press. ISBN 9789280811605 Pdf version.
- Jónasdóttir, Anna; Jones, Kathleen; Bryson, Valerie (2011). Sexuality, gender and power intersectional and transnational perspectives. New York: Routledge. ISBN 9780415880879
- Jónasdóttir, Anna G; Ferguson, Ann (2014). Love: a question for feminism in the twenty-first century. New York: Routledge Advances in Feminist Studies and Intersectionality. ISBN 9780415704298

## Literatura
- Karlsson, Gunnel; Jones, Kathleen (2008). Gender and the interests of love: essays in honour of Anna G. Jónasdóttir. Örebro, Sweden: Örebro University Press. ISBN 9789176686027